# Xenocalamus transvaalensis
Xenocalamus transvaalensis – endemiczny gatunek jadowitego węża z podrodziny aparalakt (Aparallactinae) w rodzinie gleboryjcowatych (Atractaspididae).
Najdłuższa zanotowana samica mierzyła 31,5 centymetra, samiec zaś 37 centymetrów. Ciało w kolorze czarnym, brzuch biały.
Samica w lecie składa 2 wydłużone jaja o wymiarach 28 x 6 mm.
Występuje w Afryce Południowej – w południowym Mozambiku, północno-wschodniej RPA i Zimbabwe, prawdopodobnie także w Botswanie.